# Жагрович
Жа́грович (хорв. Žagrović, серб. Жагровић) — село в Хорватии, Шибенско-Книнская жупания. Находится в километре северо-западнее города Книна и относится к общине Книн.
Согласно переписи 1991 года в Жагровиче проживало 1393 жителя:
- Сербы — 1373;
- Хорваты — 7;
- Югославы — 5;
- Остальные — 8.

В Жагровиче находится православная церковь Св. Николая, построенная в 1537 году.
В Жагровиче родился Милан Мартич, последний президент Республики Сербская Краина.